# Saad Agouzoul
Saad Agouzoul (en arabe : سعد اكوزول), né le 10 août 1997 à Marrakech au Maroc, est un footballeur marocain évoluant au poste de défenseur central à l'AJ Auxerre.

## Biographie

### Débuts au Maroc
Natif de Marrakech, Saad Agouzoul grandit dans sa ville natale et intègre en 2009 le centre de formation du club de sa ville, le Kawkab Marrakech. Il fait ses débuts professionnels le 19 novembre 2017 lorsque l'entraîneur du KACM Jaafar Attifi et son adjoint Youssef Mariana le titularisent pour la première fois dans un match de championnat face au Chabab Atlas Khénifra. Lors de cette saison et celle qui suit (2017-2018 et 2018-2019), le joueur gagne la confiance de Ahmed Bahja, Aziz El Amri, Faouzi Jamal et des entraîneurs qui se succèdent sur l'équipe en disputant la totalité des matchs. Lors de la saison (2018-2019) Saad Agouzoul fait ses preuves devant les scouts de plusieurs clubs français de Ligue 1. Quant à son club, il est relégué en deuxième division marocaine.

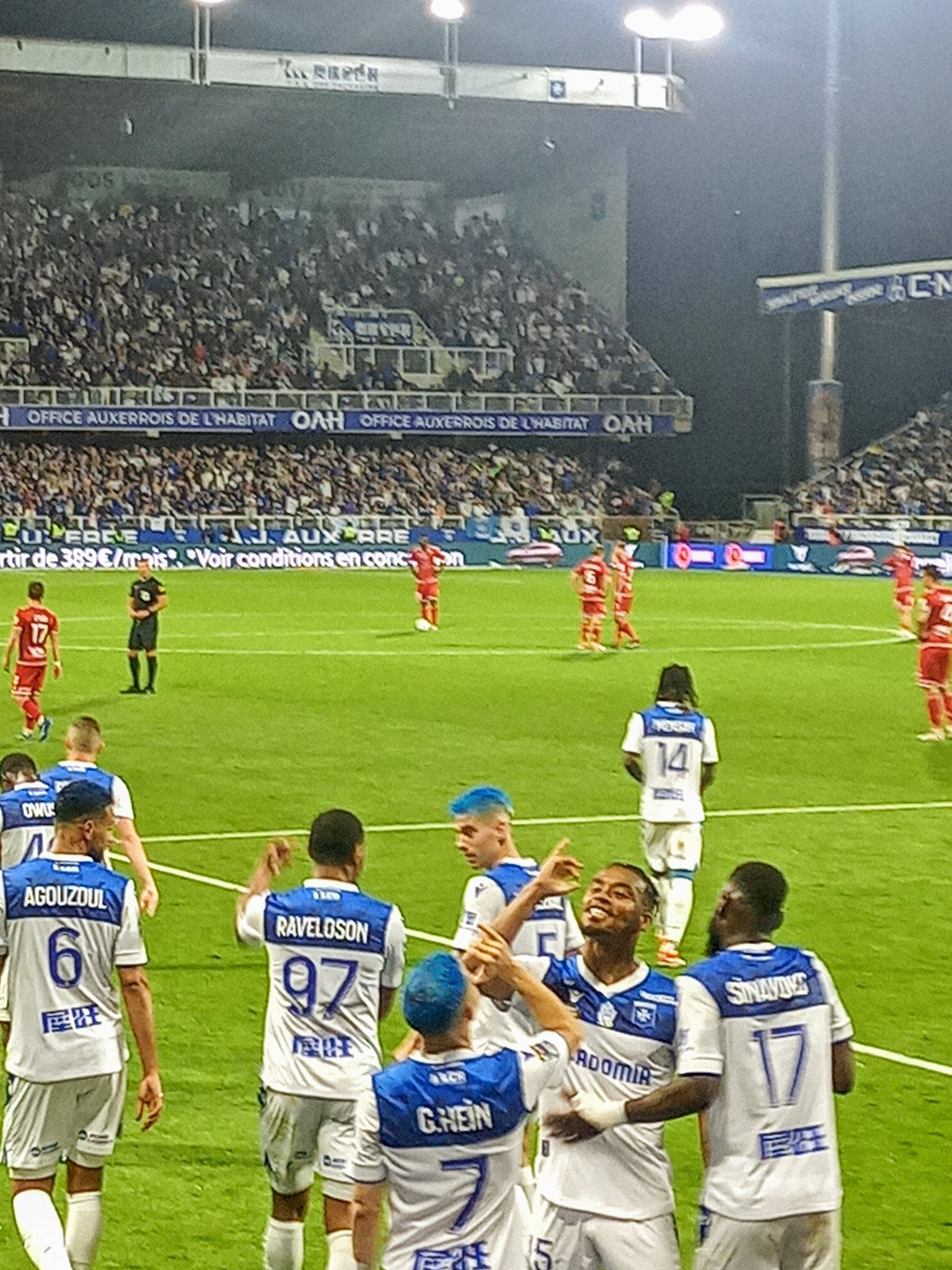
Saad Agouzoul et ses coéquipiers de l'AJ Auxerre le 17 mai 2024 lors de leur sacre de champion de France de L2

### LOSC Lille et prêt
Le 11 juillet 2019, il signe un contrat de cinq ans au sein du club du LOSC Lille. Après une saison blanche où il ne dispute aucun match sous le maillot lillois, il est prêté l'année suivante au Royal Excel Mouscron, club partenaire du LOSC.
Le 19 janvier 2021, il marque son premier but à la 89ème minute sous les couleurs de Mouscron, lors d'un match de championnat face au Waasland-Beveren, match qui se soldera par un match nul après un but de l'équipe adverse dans les dernières secondes des arrêts de jeu.

### FC Sochaux
Le 1er juillet 2022 il s'engage en Ligue 2 avec le Football Club Sochaux-Montbéliard  et jouera 37 rencontres lors de la saison 2022-2023.

### AJ Auxerre
Le 6 juillet 2023, il signe un contrat avec l'AJ Auxerre évoluant en BKT Ligue 2. Avec 16 rencontres en Ligue 2 BKT lors de la saison 2023-2024, il remporte avec l'AJ Auxerre le titre de Champion de France de Ligue 2.
Lors des six premiers matchs de la saison suivante, il ne joue aucun match dû également à des blessures et est prêté en février 2025 au Radomiak Radom en Pologne pour finir la saison.

### Carrière internationale
Saad Agouzoul compte depuis 2018 cinq sélections avec le Maroc olympique sous Mark Wotte. Le 18 août 2019, il est présélectionné par l'adjoint Patrice Beaumelle avec le Maroc olympique pour une double confrontation contre l'équipe du Mali olympique comptant pour les qualifications à la Coupe d'Afrique des moins de 23 ans.

## Statistiques

### Statistiques détaillées
| Saison                | Club                        | Championnat           | Championnat | Championnat | Championnat | Coupe(s) nationale(s) | Coupe(s) nationale(s) | Coupe(s) nationale(s) | Compétition(s) continentale(s) | Compétition(s) continentale(s) | Compétition(s) continentale(s) | Compétition(s) continentale(s) | Total | Total | Total |
| Saison                | Club                        | Division              | M.          | B.          | P.d.        | M.                    | B.                    | P.d.                  | Comp.                          | M.                             | B.                             | P.d.                           | M.    | B.    | P.d.  |
| 2016-2017             | Kawkab Marrakech            | Botola Pro            | 1           | 0           | 0           | -                     | -                     | -                     | -                              | -                              | -                              | -                              | 1     | 0     | 0     |
| 2017-2018             | Kawkab Marrakech            | Botola Pro            | 17          | 2           | 1           | 0                     | 0                     | -                     | -                              | -                              | -                              | -                              | 17    | 2     | 1     |
| 2018-2019             | Kawkab Marrakech            | Botola Pro            | 29          | 1           | 0           | 1                     | 0                     | 0                     | -                              | -                              | -                              | -                              | 30    | 1     | 0     |
| Sous-total            | Sous-total                  | Sous-total            | 47          | 3           | 1           | 1                     | 0                     | 0                     | -                              | -                              | -                              | -                              | 48    | 3     | 1     |
| 2019-2020             | LOSC Lille                  | Ligue 1               | -           | -           | -           | -                     | -                     | -                     | -                              | -                              | -                              | -                              | 0     | 0     | 0     |
| 2020-2021             | Royal Excel Mouscron (prêt) | Division 1A           | 33          | 1           | 1           | -                     | -                     | -                     | -                              | -                              | -                              | -                              | 33    | 1     | 1     |
| 2022-2023             | FC Sochaux-Montbéliard      | Ligue 2               | 37          | 1           | 0           | -                     | -                     | -                     | -                              | -                              | -                              | -                              | 37    | 1     | 0     |
| 2023-2024             | AJ Auxerre                  | Ligue 2               | 16          | 0           | 0           | 1                     | 0                     | 0                     | -                              | -                              | -                              | -                              | 17    | 0     | 0     |
| 2024-2025             | Radomiak Radom              | Ekstraklasa           | 13          | 1           | -           | -                     | -                     | -                     | -                              | -                              | -                              | -                              | 13    | 1     | 0     |
| Total sur la carrière | Total sur la carrière       | Total sur la carrière | 146         | 6           | 2           | 2                     | 0                     | 0                     | -                              | -                              | -                              | -                              | 148   | 6     | 2     |

## Palmarès

### En club
AJ Auxerre
- Champion de France de Ligue 2 : 2023–24 [9],[10].